# キング・オブ・アメリカ
キング・オブ・アメリカ(King of America)は、1986年にザ・コステロ・ショウ名義で発売されたエルヴィス・コステロのアルバム。

## 解説
エルヴィス・コステロにとって10枚目のアルバム。プロデューサーはTボーン・バーネットとデクラン・マクマナス(エルヴィス・コステロ)とラリー・ヒルシュ。
本作はザ・コステロ・ショウ名義でのリリースとなっている。これは本来デクラン・パトリック・アロイシャス・マクマナスという本名で出したかったが、レコード会社の説得によりザ・コステロ・ショウとなった。また、本作では数曲を除き作曲クレジットはコステロの本名である「デクラン・マクマナス」名義となっている。
このアルバムからはアニマルズのカバーである「ドント・レット・ミー・ビー・ミスアンダストゥッド - Don't Let Me Be Misunderstood」がシングルカットされた。また、2005年にも「ブリリアント・ミステイク - Brilliant Mistake」がシングルリリースされた。
このアルバムでは多数のミュージシャンが参加しており、エルヴィス・プレスリーのTCBバンドのメンバーだったジェームズ・バートンとジェリー・シェフとロン・タットや、ジム・ケルトナー、ミッチェル・フルーム、ミッキー・カリー、T・ボーン・ウォーク、レイ・ブラウン、アール・パーマーなどが参加している。
前作までコステロのバックを務めたアトラクションズは、本作では「スーツ・オブ・ライツ - Suit of Lights」の1曲のみで参加している。もともとはアトラクションズとそれ以外のバンドの演奏を半分ずつ収録する構想だったが、アトラクションズがセッションに到着した頃にはすでに多くの曲を撮り終えていたことと、そのことによるバンドメンバーとの関係の悪化で1曲のみの参加となった。

## 収録曲
1. ブリリアント・ミステイク - Brilliant Mistake
2. ラヴァブル - Lovable
3. アワ・リトル・エンジェル - Our Little Angel
4. ドント・レット・ミー・ビー・ミスアンダストゥッド - Don't Let Me Be Misunderstood
5. グリッター・グルチ - Glitter Gulch
6. インドア・ファイヤーワークス - Indoor Fireworks
7. リトル・パレス - Little Palaces
8. アイル・ウェア・イット・プラウドリー - I'll Wear It Proudly

### Side two
1. アメリカン・ウィズアウト・ティアーズ - American Without Tears
2. アイゼンハワー・ブルース - Eisenhower Blues
3. ポイズンド・ローズ - Poisoned Rose
4. ザ・ビッグ・ライト - The Big Light
5. ジャック・オブ・オール・パレーズ - Jack of All Parades
6. スーツ・オブ・ライツ - Suit of Lights
7. スリープ・オブ・ザ・ジャスト - Sleep of the Just

### Bonus tracks (1995 Rykodisc)
1. ピープルズ・リムジン - The People's Limousine
2. ゼイル・ネヴァー・テイク・ハー・ラヴ・フロム・ミー - They'll Never Take Her Love from Me
3. サファリング・フェイス - Suffering Face
4. シューズ・ウィズアウト・ヒールズ - Shoes Without Heels
5. キング・オブ・コンフィデンス - King of Confidence

### Bonus disc (2005 Rhino)
1. ハヴィング・イット・オール(デモ) - Having It All (demo version)
2. サファリング・フェイス(デモ) - Suffering Face (demo version)
3. ディポーティー(デモ) - Deportee (demo version)
4. インドア・ファイヤーワークス(デモ)  - Indoor Fireworks (demo version)
5. アイ・ホープ・ユーア・ハッピー・ナウ(デモ) - I Hope You're Happy Now (demo version)
6. ポイズンド・ローズ(デモ) - Poisoned Rose (demo version)
7. アイル・ウェア・イット・プラウドリー(デモ) - I'll Wear It Proudly (demo version)
8. ジャック・オブ・オール・パレーズ(デモ) - Jack of All Parades (demo version)
9. ピープルズ・リムジン(ザ・コワード・ブラザーズ) - The People's Limousine
10. ゼイル・ネヴァー・テイク・ハー・ラヴ・フロム・ミー(ザ・コワード・ブラザーズ) - They'll Never Take Her Love from Me
11. キング・オブ・コンフィデンス(アウトテイク) - King of Confidence
12. シューズ・ウィズアウト・ヒールズ - Shoes Without Heels
13. エンド・オブ・ザ・レインボウ(デモ)  - End of the Rainbow (demo version)
14. ビトレイヤル(アウトテイク) - Betrayal
15. ザッツ・ハウ・ユー・ガット・キルド・ビフォア(ライブ) - That's How You Got Killed Before (live)
16. ザ・ビッグ・ライト(ライブ)  - The Big Light (live)
17. イット・ティアーズ・ミー・アップ(ライブ) - It Tears Me Up (live)
18. オンリー・ダディ・ザット・ウィル・ウォーク・ザ・ライン(ライブ)  - The Only Daddy That'll Walk the Line (live)
19. ユア・マインド・イズ・オン・ヴァケイション~ユア・フューネラル・マイ・トライアル(ライブ)  - Your Mind Is on Vacation/Your Funeral and My Life" (live)
20. ザッツ・ハウ・ユー・ガット・キルド・ビフォア(リプライズ) - That's How You Got Killed Before (Reprise) (live)
21. トゥルー・ラヴ・ウェイズ (ライブ) - True Love Ways (live)